# Zibo Cuju F.C.
O Zibo Cuju Football Club, anteriormente Zibo Sunday Football Club (em chinês: 淄博蹴鞠足球俱乐部) é um clube de futebol da China, sediado em Zibo. Atualmente disputa a China League One.

## História
O Zibo Sunday foi fundado em junho de 1982 inspirado na Copa do Mundo FIFA de 1982. Como os fundadores do time jogavam futebol juntos principalmente no domingo, eles usaram o domingo como o nome do clube. Eles se registraram oficialmente como clube amador em 18 de julho de 1996. O Zibo Sunday terminou em terceiro lugar no AFC Vision China Championship de 2011 e conquistou a qualificação para a Copa da Inglaterra de 2012, que perdeu na China League Two para o Dongguan Nancheng por 3–0. Em 30 de setembro de 2017, o Zibo Sunday foi promovido à China League Two depois de avançar para a semifinal da China Amateur Football League 2017 ao derrotar o Lhasa Urban Construction Investment por 1–0, e, eventualmente, vencer o campeonato inteiro, derrotando o Anhui Hefei Guiguan na final. Depois de competir na China League Two de 2018 e terminar no meio da tabela, o Zibo Sunday FC mudou seu nome para Zibo Cuju FC em janeiro de 2019, enfatizando a importância de Zibo ser a casa do Cuju, uma forma de proto-esporte de futebol na China antiga.

## Elenco atual

### Seleção atual[4]
Nota: Bandeiras indicam equipe nacional, conforme definido pelas regras de elegibilidade da FIFA. Os jogadores podem ter mais de uma nacionalidade não-FIFA.
| N.º |       | Posição | Jogador        |
| --- | ----- | ------- | -------------- |
| 3   | China | D       | Sun Kai        |
| 5   | China | A       | Zhang Shuai    |
| 8   | China | A       | Zhang Ye       |
| 9   | China | M       | Sun Weizhe     |
| 10  | China | A       | He Shihua      |
| 11  | China | M       | Bai Zijian     |
| 13  | China | D       | Pan Weihao     |
| 15  | China | M       | Zhang Mengqi   |
| 16  | China | G       | Wang Zhuo      |
| 18  | China | M       | Ma Shuai       |
| 20  | China | D       | Wang Hansheng  |
| 22  | China | G       | Jiang Qinglong |

| N.º |       | Posição | Jogador      |
| --- | ----- | ------- | ------------ |
| 23  | China | M       | Peng Liedong |
| 24  | China | D       | Zhang Chen   |
| 25  | China | D       | Li Chenguang |
| 26  | China | A       | Mai Sijing   |
| 27  | China | A       | Ji Shengpan  |
| 29  | China | D       | Sun Xiaobin  |
| 32  | China | A       | Yan Yiming   |
| 33  | China | M       | Zhang Xingbo |
| 35  | China | M       | Fan Xiaodong |
| 40  | China | D       | Liu Zhizhi   |
| 44  | China | D       | Han Tianlin  |

## Treinadores
- Liu Mengyang (2015)
- Zhang Chonglai (2016)
- Liu Meng (2017)
- Hou Zhiqiang (2018–2020)
- Park Chul (2021)
- Huang Hongyi (2021–)